# Palacio de Galerio
El Palacio de Galerio (en griego: Ανάκτορα του Γαλέριου) es un complejo monumental romano construido entre 298 y 299 d. C. en Salónica a instancias de Galerio, entonces césar del emperador Diocleciano.

## Historia
Galerio, entonces césar de Diocleciano para Oriente como parte de la Tetrarquía, que tenía un palacio en Sirmio, en el limes del Danubio, decidió establecer una segunda capital en Salónica en la década de 290 d. C. La ciudad gozaba de una ubicación favorable en el mar Egeo. La construcción del palacio comenzó en 298-299, al mismo tiempo que otros monumentos de la zona.
El complejo palaciego fue probablemente la residencia de Galerio entre 299 y 303 d. C., y de nuevo desde 308 hasta la muerte del emperador en 311 d. C. Probablemente se abandonó definitivamente en el siglo VII.
Las primeras excavaciones arqueológicas, que sacaron a la luz la vasta sala del Octógono, se llevaron a cabo en 1950. En 1962, el municipio de Tesalónica comenzó a expropiar los campos de refugiados de la zona, y las excavaciones continuaron hasta 1971.
Los alrededores del palacio de Galerio fueron objeto de varias campañas de restauración entre 1993 y 2000, 2002 y 2006, y de nuevo entre 2011 y 2014.

## Descripción

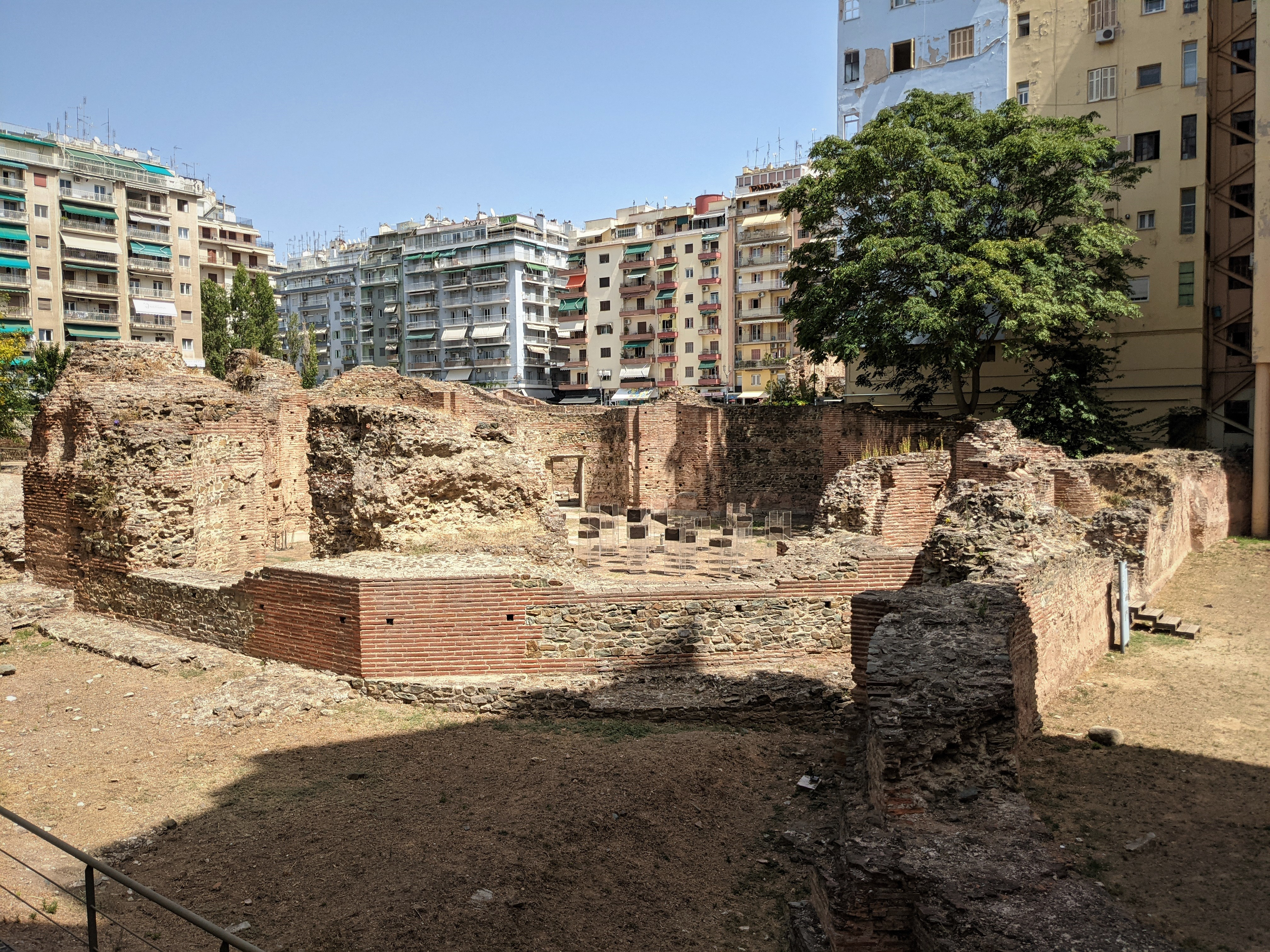
Restos del Octógono.

Las ruinas del palacio se encuentran en la actual plaza Navarínou, en el centro de Salónica. Forman parte de un complejo romano que incluye también el Circo, el Arco de Galerio y la Rotonda de Galerio.
Del palacio, que ocupaba una superficie de unos 50 000 m2, solo queda la parte sureste, organizada en torno a un vasto patio cuadrado de 88 m de largo y 47 m de ancho  rodeado de cuatro corredores decorados con mosaicos, que se abría por el lado sur a una gran puerta que conducía al puerto de la ciudad. La más imponente de estas ruinas es el Octógono, una sala arquitectónicamente notable que podría haber servido como sala del trono del emperador  o como un enorme triclinio. El suelo estaba recubierto de mármol de colores. El sitio también incluye los baños privados del palacio con su cisterna  y la sala de la basilical, comparable en tamaño a la Basílica de Constantino de Tréveris.
La mampostería general del conjunto monumental es de opus mixtum, alternando capas de piedra de mampostería (opus vittatum) y capas de ladrillo (opus testaceum). Los mosaicos del atrio cubrían originalmente una superficie de 68 x 8,5 m. Sólo algunos fragmentos han llegado hasta nuestros días.
En términos más generales, las excavaciones del complejo palaciego de Galerio han revelado una ocupación anterior del período helenístico, un barrio artesanal quizá vinculado a la proximidad del primer puerto de la ciudad.

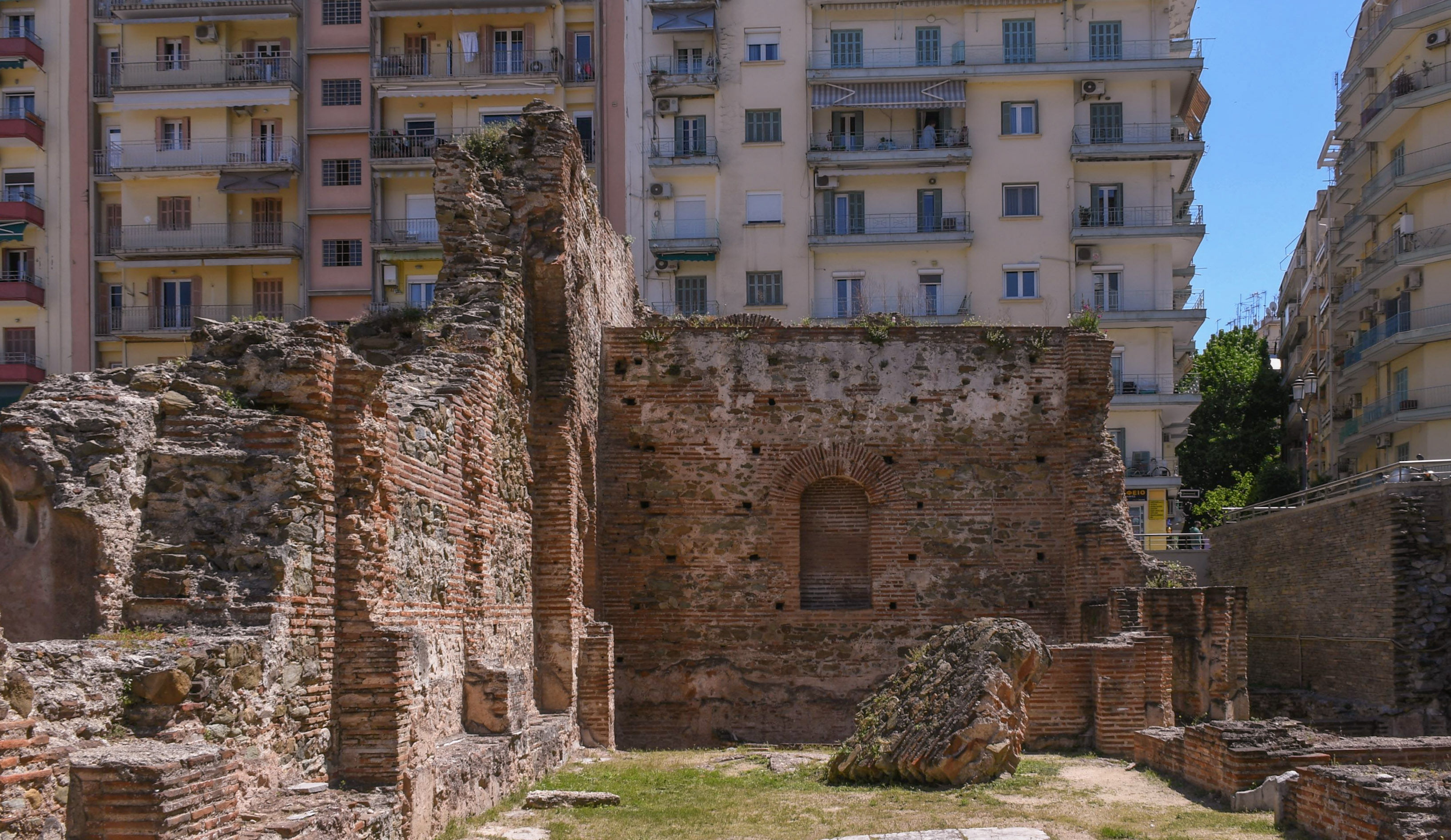
Restos de los baños imperiales.
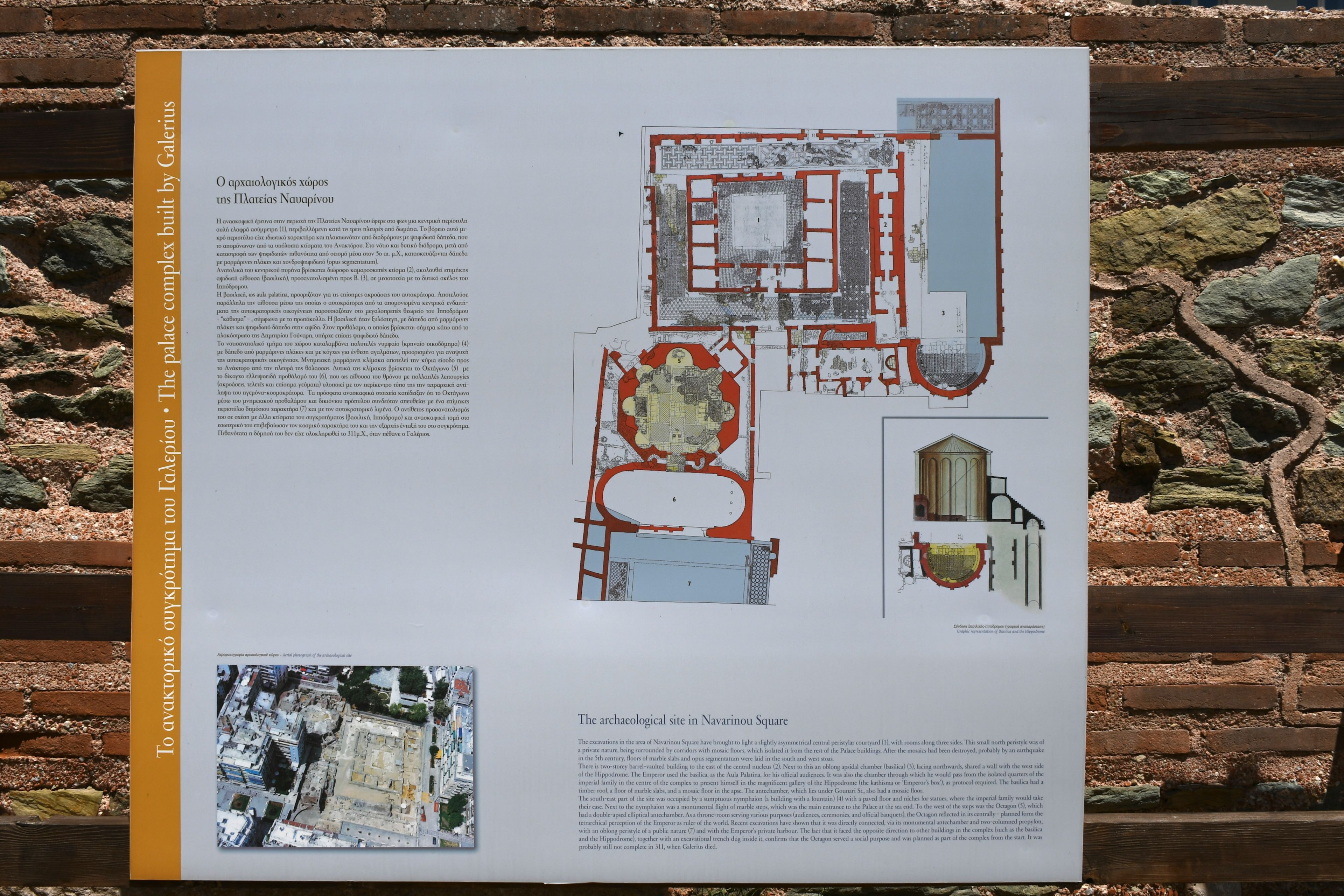
Plano del palacio.
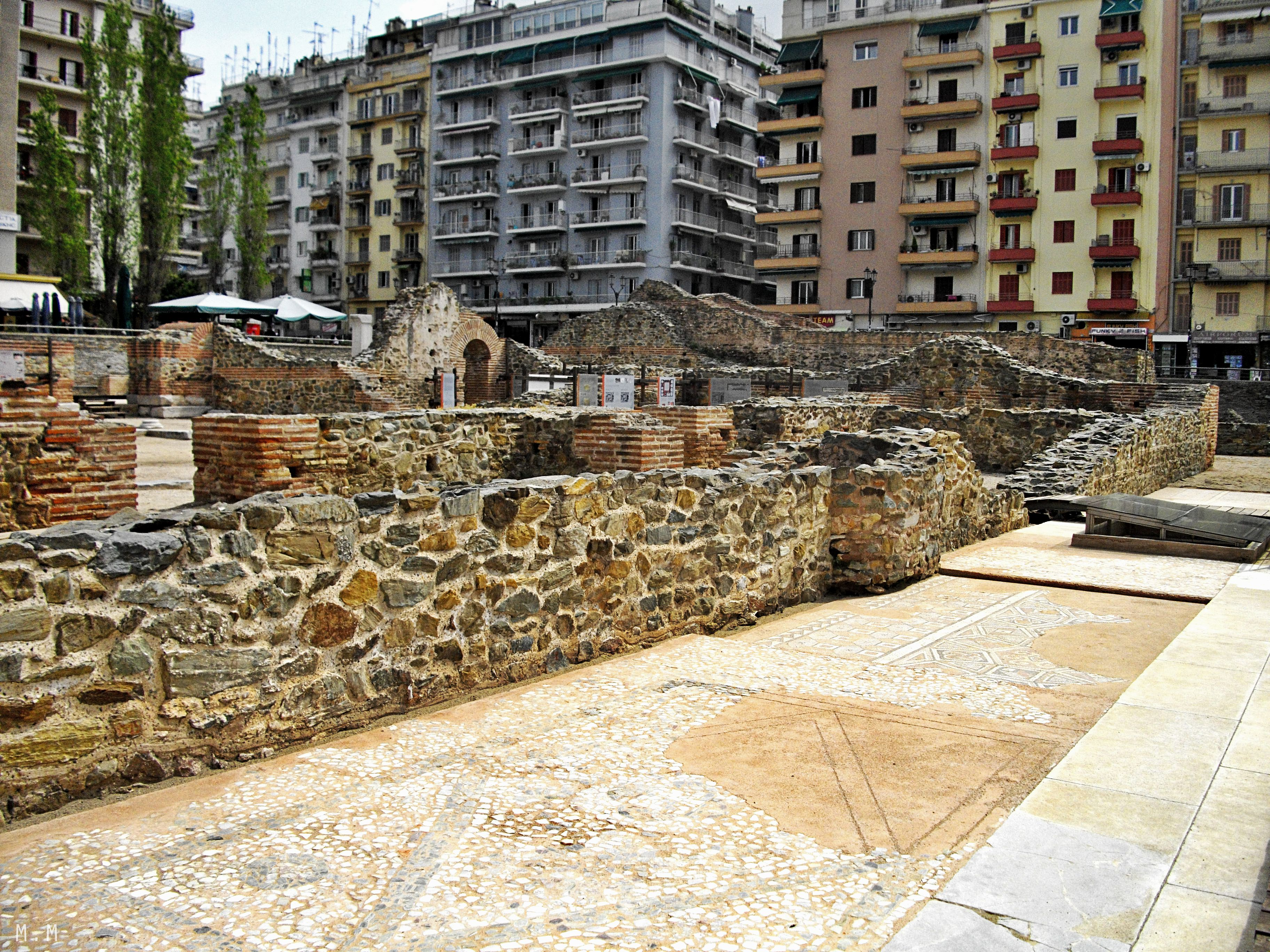
Restos de mosaicos romanos.